# Prix de Lille
Prix de Lille är ett travlopp för 6-10-åriga varmblodstravare som körs på Vincennesbanan i Paris i Frankrike första söndagen i januari varje år under det franska vintermeetinget. Loppet körs över distansen 2100 meter med autostart. Förstapris är 39 600 euro.

## Vinnare
| År   | Häst               | Kusk                 | Tränare             | Tid    |
| ---- | ------------------ | -------------------- | ------------------- | ------ |
| 2025 | Jack Tonic         | Théo Duvaldestin     | Thierry Duvaldestin | 1.11,8 |
| 2024 | Face Time          | Matthieu Abrivard    | Matthieu Abrivard   | 1.11,1 |
| 2023 | Elite de Jiel      | Francois Lagadeuc    | Jean Luc Dersoir    | 1.11,4 |
| 2022 | Feydeau Seven      | Jean-Michel Bazire   | Jean-Michel Bazire  | 1.10,8 |
| 2021 | Flamme du Goutier  | Théo Duvaldestin     | Thierry Duvaldestin | 1.11,3 |
| 2020 | Dorgos de Guez     | Jean-Michel Bazire   | Jean-Michel Bazire  | 1.11,2 |
| 2019 | Mindyourvalue W.F. | Björn Goop           | Robert Bergh        | 1.11,4 |
| 2018 | Attacus            | Éric Raffin          | Sébastien Guarato   | 1.11,2 |
| 2017 | Call Me Keeper     | Pierre Vercruysse    | Daniel Redén        | 1.11,5 |
| 2016 | Your Highness      | Franck Nivard        | Fabrice Souloy      | 1.12,7 |
| 2015 | Chelsea Boko       | Björn Goop           | Timo Nurmos         | 1.11,5 |
| 2014 | Beckman            | Franck Nivard        | Fabrice Souloy      | 1.11,6 |
| 2013 | Triode de Felliere | Anthony Barrier      | Jean Paul Marmion   | 1.10,8 |
| 2012 | Royal Dream        | Jean Philippe Dubois | Philippe Moulin     | 1.11,9 |
| 2011 | Queen's Glory      | Julien Dubois        | Philippe Moulin     | 1.11,8 |
| 2010 | Priscilla Blue     | Louis Baudron        | Louis Baudron       | 1.11,9 |
| 2009 | Colombian Necktie  | Örjan Kihlström      | Roger Walmann       | 1.12,3 |
| 2008 | Olivia Jet         | Jean Etienne Dubois  | Jean Etienne Dubois | 1.12,6 |
| 2007 | My Love Laday      | Franck Nivard        | Mathieu Fribault    | 1.10,5 |
| 2006 | Lhassa             | Pierre Levesque      | Pierre Levesque     | 1.13,0 |
| 2005 | Krysos Speed       | Jean-Michel Bazire   | Jean-Michel Bazire  | 1.11,9 |